# Наступление Украинского фронта
Наступление Украинского фронта (7 января — 16 июня 1919 года) — крупное наступление советских войск Украинского фронта против украинских войск во время Гражданской войны на Украине. Закончилось поражением УНР.

## Предыстория
К осени 1918 года стало очевидно, что Германия близка к поражению в войне. Поэтому руководство Советской России начало заблаговременное развёртывание регулярных сил Красной армии для установления советской власти на Украине. В так называемой нейтральной полосе были сформированы 1-я и 2-я Украинские повстанческие дивизии, объединённые в Группу войск курского направления.
После капитуляции Германии Советская Россия объявила Брест-Литовский договор аннулированным. На Украине 14 ноября началось всеобщее восстание под руководством Директории против власти гетмана Скоропадского.
18 ноября 1-я и 2-я Повстанческие (Украинские советские) дивизии начали наступление. К 26 ноября были взяты Ямполь, Рыльск, Коренево, Суджа, Мирополье и др.
30 ноября все украинские советские войска были объединены в Украинскую советскую армию, которая в декабре начала наступление на черниговском, сумском, харьковском и киевском направлениях, ведя бои с петлюровскими войсками и сохраняя нейтралитет в отношении подразделений германской армии. В декабре были заняты Новгород-Северский, Шостка, Белгород, Волчанск, Купянск, Новозыбков, Городня. В Белгород из Курска переехало Временное рабоче-крестьянское правительство Украины.
Наступление советских войск продолжилось на Харьков. В ночь с 1 на 2 января 1919 года в Харькове началось большевистское восстание. Совет немецких солдат поддержал восстание и выдвинул Директории ультиматум — в течение суток вывести все войска из города. 3 января войска Украинской советской армии вошли в Харьков. С этого времени Временное рабоче-крестьянское правительство Украины располагалось здесь.
4 января согласно постановлению Реввоенсовета Республики на базе войск Украинской советской армии был создан Украинский фронт.
В конце января по решению Временного рабоче-крестьянского правительства Украины был образован Реввоенсовет Украинской советской армии в составе В. А. Антонова-Овсеенко, Ю. М. Коцюбинского, Е. А. Щаденко.

## Расстановка сил
В оперативном отношении войска фронта первоначально подразделялись на две группы войск: киевского направления, перед которой стояла задача овладеть Киевом и Черкассами, и харьковского направления, с задачей овладеть Полтавой и Лозовой (образована 13 января 1919 года, из неё позднее была выделена группа войск одесского направления). 15 апреля 1919 года эти группы войск были преобразованы в 1-ю, 2-ю и 3-ю Украинские советские армии, соответственно. 27 апреля 2-я Украинская советская армия была передана в оперативное подчинение Южному фронту. 5 мая в составе Украинского фронта была образована Крымская советская армия.

### РККА
- Украинский фронт (командующий — В. А. Антонов-Овсеенко)
  - 1-я Украинская советская дивизия
  - 2-я Украинская советская дивизия

### Войска Директории
Когда в конце декабря 1918 года большевистские войска нарушили демаркационную линию и вступили на украинскую территорию, частей, которые могли бы дать им достойный отпор на этих участках фронта, почти не оказалось. И хотя боевые действия и велись под Харьковом, Полтавой, Ворожбой, Черниговом, подразделения армии УНР стремительно отступали.
16 января 1919 года Директория УНР объявила войну Советской России. В связи с началом войны Директория передала С. В. Петлюре единоличное управление всеми военными делами. Петлюра разделил действующую армию УНР на Правобережный фронт (командующий А. Шаповал), Восточный фронт (командующий Е. Коновалец) и Южную группу войск (командующий А. Гулый-Гуленко). Восточный фронт имел задачу вести контрнаступление на Полтаву и Чернигов, Правобережный фронт — прикрывать Киев со стороны Полесья, Южная группа войск — удерживать район Екатеринослава.

## Первый этап наступления (7 января — 9 марта 1919)
В ходе первого этапа наступления (6 января — 9 марта) советские войска численностью свыше 15 000 человек при содействии повстанцев и партизан разбили на Левобережной Украине войска УНР (до 20 тысяч человек под командованием П. Болбочана) и форсировали Днепр. Киев пал 5 февраля 1919 г. Директория УНР бежала из Киева в Винницу. 9 марта советские войска вышли на линию Коростень — Житомир — Умань — Ольвиополь — Херсон — Мелитополь.

В Полесье, принадлежавшем УНР по Брестскому миру, наступали части Западной армии. Их продвижение совершалось местами с боями, в связи с противодействием петлюровских частей и гайдамаков. В Северной Украине советские войска взяли Овруч и Чернигов.

## Второй этап наступления (14 марта — середина апреля 1919 года)
14 марта войска Украинского фронта возобновили наступление по трём направлениям: на западе — против армии УНР, на юго-западе — против англо-французских и прочих интервентов, на юге — против белой армии Юга России. Численность войск фронта достигала 50 тысяч человек. К середине апреля войска Украинского фронта разбили армию УНР и вышли на линию Новоград-Волынский — Шепетовка — Проскуров — Могилёв-Подольский, где вступили в соприкосновение с польскими войсками в Волыни и Галиции.

Власти УНР бежали из Луцка в район реки Збруч.